# Championnat de France de football 1906 (USFSA)
Navigation
Championnat 1905 Championnat 1907
Le Championnat de France de football USFSA 1906 met aux prises les champions régionaux de l'USFSA.

## Championnat de France

### Participants
Les quinze participants sont les vainqueurs des championnats régionaux :
- Champion de Paris : Cercle Athlétique de Paris
- Champion du Nord : Racing Club de Roubaix
- Champion de Haute-Normandie : Le Havre Athletic Club
- Champion de Guyenne et Gascogne : Stade Bordelais Université Club
- Champion des Pyrénées : Stade Olympien des Étudiants Toulousains
- Champion du Champagne : Stade Rémois
- Champion des Ardennes : Stade ardennais
- Champion de Basse-Normandie : Stade Universitaire Caennais
- Champion de Bretagne : Stade rennais
- Champion du Littoral : Olympique de Marseille
- Champion de Lorraine : Stade Lorrain
- Champion du Lyonnais : Lyon Olympique
- Champion de Picardie : Amiens Athletic Club
- Champion du Sud : US Cognaçaise
- Champion de Beauce et Maine : US Le Mans

### Premier tour préliminaire
- 11 mars 1906
  - À Caen. Stade Universitaire Caennais - US Le Mans (forfait du Mans)
  - À Cognac. US Cognaçaise - Stade Bordelais UC
  - À Marseille. Olympique de Marseille - Champion de la Cote d'Azur (forfait)[1]

### Deuxième tour préliminaire
- 11 et 18 mars 1906
  - À Nancy, le 11. Stade Rémois 3-1 Stade Lorrain
  - À Bordeaux. Stade Bordelais UC 1-5 Stade Olympique des Étudiants Toulousains
  - À Laval. Stade Universitaire Caennais 2-1 Stade rennais
  - À Lyon. Lyon Olympique 2-2 Olympique de Marseille (match à rejouer)
  - À Marseille. Olympique de Marseille - Lyon Olympique (forfait de Lyon pour le match à rejouer)
  - Amiens AC - Stade ardennais (forfait de Sedan)
  - RC Roubaix, Le Havre AC et CA Paris qualifiés d'office

### Quarts de finale
Les matchs ont lieu le 18 mars, le 25 mars et le 1er avril.
- 18, 25 mars et 1er avril 1906
  - À Reims, le 18. Stade Rémois 4-1 Amiens AC
  - À Roubaix. RC Roubaix 6-2 Le Havre AC
  - À Sète. Stade Olympique des Étudiants Toulousains 4-1 Olympique de Marseille
  - À Caen, le 1er.  Stade Universitaire Caennais 0-8 CA Paris

### Demi-finales
- 8 avril 1906
  - À Toulouse, le 8. Stade Olympique des Étudiants Toulousains 1-2 CA Paris
  - RC Roubaix 7-0 Stade Rémois

### Finale
| 29 avril 1906 | RC Roubaix               | 4 – 1 | CA Paris  | Stade du SC tourquennois, Tourcoing |                      |
| | François 8e, · Sartorius | | Cyprès 6e | Arbitrage : Vanestre                | Arbitrage : Vanestre |
| A. Renaux – George Scott, Albert Dubly – Vandendriessche, C. Renaux, Adolphe Smeets – Sartorius, Jenicot, François, George Hargrave, Henri Perche | Équipes                  | Henri Coulon – Joseph Verlet, Charles Bilot – Bourdon, Pacini, Rebouant – Louis Mesnier, Maurice Bigué, Huot, Gaston Cyprès, G. Delorme |           | Arbitrage : Vanestre                | Arbitrage : Vanestre |

## Sources
- (en) Frédéric Pauron, « France 1892-1919 : 1905/06 », sur rsssf.com, 24 avril 2004 (consulté le 16 octobre 2009)